# ديفيد جي. باركر
ديفيد جي. باركر هو سياسي كندي، ولد في 1947.